# Partido Democrático de Izquierda
El Partido Democrático de Izquierda (PDI) fue un partido político chileno de izquierda que existió legalmente como "en formación" el año 1994. Estaba compuesto por antiguos militantes del Partido Comunista de Chile (PCCh), quienes se retiraron de la colectividad tras la realización de su XV° Congreso.

## Historia
Las primeras actividades de este movimiento político comenzaron en 1991, cuando un grupo de militantes comunistas se retiró del partido para formar la agrupación Participación Democrática de Izquierda, proponiendo un nuevo rumbo para el comunismo. Para ellos, este debía tomar el camino del socialismo democrático, diferenciándose de las ideas más ortodoxas planteadas por dirigentes como Luis Corvalán y Gladys Marín.
Este grupo se encontraba compuesto, entre otros, por Fanny Pollarolo –líder del movimiento–, Luis Guastavino, Alejandro Toro Herrera y Antonio Leal, los cuales se acercaron a la gobernante Concertación de Partidos por la Democracia, que aprobó el ingreso a dicha coalición el 14 de diciembre de 1992.
Su símbolo era un sol en fondo verde con trazos blancos, rojo fucsia y amarillo seguido de la sigla PDI.
PDI apoyó la precandidatura de Ricardo Lagos en las primarias presidenciales de la Concertación de 1993. En las elecciones parlamentarias de ese consiguió elegir a Fanny Pollarolo como diputada por Calama en un cupo de la Concertación. 
A comienzos de 1994 inició los trámites para formalizar su legalización, permaneciendo como partido "en formación" desde el 24 de enero de 1994 hasta el 26 de agosto de ese mismo año, cuando el Servicio Electoral declaró su caducidad por no presentar afiliados en el plazo legal.
Tras su disolución, la mayoría de los militantes se integró al Partido Socialista de Chile (PS) y/o al Partido por la Democracia (PPD).

## Directiva
- Presidenta: Fanny Pollarolo.
- Secretario General: Antonio Leal.
- Vicepresidentes: Luis Guastavino, Mariano Requena Bichet, Justo Zamora Rivera, Eduardo Morales Espinoza, Arturo Volantines Reinoso, Sergio Vuskovic Rojo.
- Tesorero: José Reinaldo Sáez Moya.

## Autoridades

### Diputados
| Nombre          | Región      | Distrito     | Período                 |
| --------------- | ----------- | ------------ | ----------------------- |
| Fanny Pollarolo | Antofagasta | Distrito N°3 | 1994 (se integra al PS) |